# ر. فينويك تايلور
ر. فينويك تايلور (بالإنجليزية: R. Fenwick Taylor)‏ هو محامي وقاضي أمريكي، ولد في 10 مارس 1849، وتوفي في 26 فبراير 1926.